# 折上稲荷神社
折上稲荷神社（おりがみいなりじんじゃ）とは、京都府京都市山科区にある神社。旧社格は村社。

## 祭神
- 倉稲魂神（ウカノミタマノカミ）
- 保食神（ウケモチノカミ）
- 稚産霊神（ワクムスビノカミ）

## 歴史
創建は711年（和同4年）、西野山の三の峰に稲荷神が降りられたのと同時に、神社境内にある稲荷塚にも降りられたとされており、稲荷山の奥にあることから伏見稲荷大社の奥宮として創建されたいわれている。幕末に孝明天皇が即位される際、側に仕える女官の多くが病に倒れたことで天皇即位が危ぶまれた。そこで神社に祈祷が命じられて祈願したことで女官は奇跡的に回復し事なきを得て、孝明天皇は女官たちが今後も元気で働いてくれるようと神社に「長命箸」を奉納された。
これ以降、折上稲荷神社は「働く女性の守り神」として商売繁盛祈願など女性の崇尊を集め、J・P・モルガンの甥と結婚した芸妓であるモルガンお雪も深く信仰していたとされている。

## 境内
境内には中臣十三塚古墳群の一つである稲荷塚古墳という円墳がある。中臣十三塚古墳群は栗栖野丘陵一帯に広がる中臣遺跡の内にあり、かつては多くの円墳が遺されていたが、住宅開発で多くが失われ現在墳丘の形を残すものは稲荷塚古墳と藤原高藤の妻である宮道列子の墓とされる宮道古墳のみである。

## 境末社
- 朝日神社 （祭神：不明）

神社東側にある神社であり、1740年（元文5年）に創建された。久世郡寺田村、紀伊郡富森村および下鳥羽村の人々が栗栖野に移住開拓したことにより祀られるようになった。

## 現地情報
所在地
- 京都府京都市山科区西野山中臣町25番地

交通アクセス
- 最寄駅：京都市営地下鉄東西線椥辻駅下車後、徒歩約15分